# Sułtan Ałbogaczijew
Sułtan Izmaiłowicz Ałbogaczijew (ros. Султан Измаилович Албогачиев, ur. 1906 we wsi Gamurzijewo w obwodzie terskim, zm. ?) – funkcjonariusz radzieckich służb specjalnych, pułkownik bezpieczeństwa państwowego.

## Życiorys
Urodził się w rodzinie inguskiego maszynisty kolejowego. W 1926 skończył szkołę w Nazraniu, a w 1930 rabfak (fakultet robotniczy) w Krasnodarze, był sekretarzem komórki Komsomołu, od października 1931 do grudnia 1932 odbywał służbę wojskową w Piatigorsku. Następnie pracował w obwodowym komitecie WKP(b), od 15 października 1933 był funkcjonariuszem GPU w Osetii Północnej, od 1 kwietnia do 10 lipca 1934 pracował w Wydziale Tajno-Operacyjnym Czeczeńskiego Obwodowego Oddziału GPU, później Wydziału Tajno-Operacyjnego Zarządu Bezpieczeństwa Państwowego (UGB) Zarządu NKWD Czeczeńsko-Inguskiego Obwodu Autonomicznego. Od 1 września 1934 do 1 stycznia 1935 był pomocnikiem pełnomocnika gudermeskiego rejonowego oddziału NKWD, od 1 stycznia 1935 do 20 lutego 1936 pełnomocnikiem tego oddziału, od 20 lutego 1936 do 19 marca 1937 szefem nożaj-jurtowskiego rejonowego oddziału NKWD w stopniu sierżanta bezpieczeństwa państwowego, od 19 marca do 20 sierpnia 1937 uczył się w Centralnej Szkole GUGB NKWD ZSRR. Następnie pracował w GUGB NKWD ZSRR jako pełnomocnik Oddziału 13 Wydziału 3, pełnomocnik Oddziału 8 Zarządu 1 (marzec-wrzesień 1938) w stopniu młodszego porucznika, od września 1938 do stycznia 1939 ponownie pełnomocnik Oddziału 13 Wydziału 3, od 16 stycznia do 4 września 1939 śledczy Sekcji Śledczej NKWD ZSRR (od 11 kwietnia 1939 w stopniu porucznika bezpieczeństwa państwowego), potem śledczy i starszy śledczy Sekcji Śledczej Głównego Zarządu Ekonomicznego NKWD ZSRR, 14 marca 1940 otrzymał stopień starszego porucznika bezpieczeństwa państwowego. Od 26 lutego 1941 do 2 września 1943 był ludowym komisarzem spraw wewnętrznych Czeczeńsko-Inguskiej ASRR, 1 marca 1940 awansowano go na kapitana, 20 czerwca 1942 majora, a 14 lutego 1943 pułkownika bezpieczeństwa państwowego, od 2 września 1943 do lipca 1944 pozostawał w rezerwie Działu Kadr NKWD ZSRR, od lipca 1944 do stycznia 1949 był zastępcą szefa Zarządu NKWD obwodu oszyńskiego.

## Odznaczenia
- Order Czerwonej Gwiazdy (2 lipca 1942)
- Medal „Za zasługi bojowe”
- Odznaka „Zasłużony Funkcjonariusz NKWD” (4 lutego 1942)